# Nádorfa
Nádorfa (szlovénül: Neradnovci, vendül Maranovci) falu Szlovéniában, a Muravidéken, Péterhegy községhez tartozik.

## Fekvése
Muraszombattól 25 km-re északra, a magyar határhoz közel,  a Vendvidéki-dombság a Goričko területén a Kis-Kerka mellett fekszik. A település dombvidéki jellegű. A legutóbbi adatok szerint 149 lakója van.

## Története
Első írásos említése "Neradnolch" alakban 1387-ből származik. Ekkor adja Zsigmond király a dobrai uradalmat Felsőlendvai Széchy Miklós nádornak.  Előbb a dobrai vár, majd a felsőlendvai uradalom részét képezte. A Széchy család fiágának kihalása után 1685-ban Felsőlendva új birtokosa Nádasdy Ferenc, Széchy Katalin férje lett. Ezután az uradalommal együtt egészen a 19. század második feléig a Nádasdyaké.
A 19. század második feléig "Neradnóc" illetve "Merádnocz" néven szerepelt a térképeken, amely közeli összefüggésben a község szlovén nevével, míg a "Nádorfa" magyarosított alak.
Vályi András szerint " NEPRADNÓCZ. Elegyes falu Vas Várm. földes Ura G. Nádasdy Uraság, lakosai katolikusok, fekszik F. Petrócznak szomszédságában, és 677annak filiája, határjában szőleje, és mind a’ két féle fája van; de földgye sovány. " 
Fényes Elek szerint " Neradnócz, vindus falu, Vas vmegyében, a lendvai uradalomban: 20 kath., 125 evang. lak."
Vas vármegye monográfiája szerint " Nádorfa, 47 házzal és 261 vend lakossal. Vallásuk r. kath. és ág. ev. Postája Tót-Keresztur, távírója Csákány. A község házai szétszórtan feküsznek. Lakosai, mint napszámosok, távoli vidékeket járnak be."
1910-ben 322, túlnyomórészt szlovén lakosa volt.
A trianoni békeszerződés előtt Vas vármegye Muraszombati járásához tartozott, majd a Vendvidéki Köztársaság, utána a Szerb–Horvát–Szlovén Királyság (1929-től Jugoszlávia) vette birtokba. 1919-ben a Vendvidéki Köztársaság központi vezetése által kézben tartott területnek itt volt Bűdfalva mellett a legészakibb pontja. 1941-45 között újból magyar, után ismét jugoszláv fennhatóság alá került.

## Nevezetességei
A Kis-Kerka partján áll a Lenarčič-malom, mely 1870-ben épült. Először vizimalomként működött, majd 1897-ben gőzgéppel szerelték fel és egészen 1976-ig üzemelt. A malmot 2000-ben teljesen felújították, mellette játszóteret építettek és kerékpárutat építettek hozzá. Ma a környék egyik kedvelt kirándulóhelye.